# Alekszandrov-kórus
Az Alekszandrov-kórus (teljes nevén oroszul Дважды краснознаменный академический ансамбль песни и пляски Российской армии имени А. В. Александрова, magyarul Az Oroszországi Hadsereg A.V. Alekszandrovról elnevezett, Vörös Zászló érdemrenddel kétszeresen kitüntetett akadémiai ének- és táncegyüttese) az oroszországi fegyveres erők művészeti együttese, tagjai katonák. Hazájában nemzeti jelképnek számít.[forrás?]
Az együttes férfi kórusból, zenekarból és táncegyüttesből áll. A repertoárjuk az orosz népi daloktól az egyházi énekeken át az operaáriákig és a popzenéig terjed. Ilyen híres orosz dalok a Katyusa és a Kalinka. Az együttes a szovjet korszak után is folytatta a munkáját, szórakoztatta a közönségét Oroszországon belül és kívül is.

## Története
Az együttest 1928-ban alapították Moszkvában a Vörös Hadsereg Frunzéről elnevezett központi kultúrházában. Első hivatalos előadásukat Vörös Hadsereg Kórus néven 1928. október 12-én tartották egy fiatal moszkvai egyetemi karmester, Alekszandr Alekszandrov vezetésével. A program, amely A 22. krasznodari hadosztály dalokban címet kapta, főleg a katonai életet leíró zenés részekből állt, beleértve az Első Lovashadsereg dalait és a Különleges Távol-keleti Hadsereg dalait.
1929-ben az együttes ellátogatott a Szovjetunió keleti részére, hogy szórakoztassa a távol-keleti vasútvonalat építő katonákat.
1933-ra 300 előadóművészre nőtt az együttes tagjainak száma, és 3 csoportot egyesített: egy férfi kórust, egy zenekart, és egy táncegyüttest. Bár az együttes szovjet dalok terjesztésével vált ismertté, előadták olyan híres orosz szerzők feldolgozásait is, mint például Vaszilij Szolovjov-Szedoj, Anatolij Novikov, Matvej Blanter és Borisz Mokrouszov.
1935-ben kitüntették a kórust a Vörös Zászló érdemrenddel. A szovjetunióbeli turnék közben a kórus az 1937-es párizsi modern technológiai és kulturális életről szóló kiállításon az első helyet szerezte meg.
A második világháború alatt több mint 1500 fellépést szerveztek a szovjet frontokra, repülőterekre és kórházakba, hogy szórakoztassák a harcba induló katonákat.
1946-ban, Alekszandrov halála után, a fia, Borisz Alekszandrov vette át a kórus vezetését, aki 1987-es visszavonulásáig több világ körüli turnét is szervezett.
A Szovjetunió felbomlása után Borisz Jelcin elnök kitüntette őket a Vörös Csillag Érdemrenddel. 2003 óta az együttes vezetője Vjacseszlav Korobko.
A későbbi évek alatt a kórus több híres színésszel és producerrel dolgozott, például David Fosterrel, Jean-Jacques Goldmannal és Steve Barakatt-tel.
2016. december 25-én a kórus 64 tagja, az együttes kb. harmada egy Tu–154-es repülőgéppel Szíriába indult, hogy újévi koncertet adjon az ott állomásozó orosz katonáknak. A gép Szocsi közelében a Fekete-tengerbe zuhant. A katasztrófában mind a 84 utas és a teljes 8 fős személyzet odaveszett.

## Felállás

### Kórus
A kórus, hasonlóan a többi férfi kórushoz, a tagok itt is 3 részre vannak bontva hang alapján (bariton, tenor, basszus). Az egységekben belül további alegységek vannak a jobb hang kiéneklés miatt.

### Zenekar
Az együttesben megtalálhatók a hagyományos orosz, valamint a nyugati hangszerek is (balalajka, cselló, hegedű).

### Táncosok
A táncos csoport a különböző hagyományos orosz táncokat jeleníti meg. Egyes számokban csak férfiak táncolnak, míg bizonyos számokban vegyesen is.

## Koncert a berlini falnál
1990-ben, az együttes szerepelt Roger Waters Fal című koncertjén a berlini fal leomlásának tiszteletére. Egy háborúellenes számot adtak elő, a „Hívjuk haza a fiúkat!” (Bring the Boys Back Home).

## Nemzetközi szereplések
1993-ban a popkultúra egyik ikonjává vált, amikor együtt szerepeltek Finnországban a finn Leningrad Cowboyszal 70.000 ember előtt. Németországban is nagy sikerrel zártak. A finn koncertről egy film is készült Total Balalaika címen. Még ugyanebben az évben kiadták első lemezüket és előadtak egy közös koncertet a francia énekessel, Jean-Jacques Goldmannal.